# Getholmen, Raseborg
Getholmen är en ö i Finland. Den ligger i Finska viken och i kommunen Raseborg i den ekonomiska regionen  Raseborg i landskapet Nyland, i den södra delen av landet. Ön ligger omkring 75 kilometer väster om Helsingfors.
Öns area är 3,7 hektar och dess största längd är 370 meter i nord-sydlig riktning. Ön höjer sig omkring 15 meter över havsytan.